# Parco nazionale di Mammoth Cave
Il parco nazionale di Mammoth Cave è un'area naturale protetta del Kentucky che racchiude al suo interno le Mammoth Cave, il più lungo sistema di grotte del mondo. A volte il sistema viene chiamato Flint-Mammoth-Toohey-Eudora-Joppa-Jim Lee Ridge Cave System, dal nome delle colline sotto cui si trova. L'area venne dichiarata parco nazionale il 1º luglio 1941, diventando poi patrimonio dell'umanità il 27 ottobre 1981 e riserva della biosfera il 26 settembre 1990. Ogni anno il parco è visitato da quasi due milioni di persone.
I 214 km² del parco si trovano nella contea di Edmonson, in Kentucky, con piccole zone che si estendono ad est nella contea di Hart  e in quella di Barren. È centrato attorno al Green River ed al suo affluente Nolin River, che si congiunge al Green River all'interno del parco. Il Green River ha una diga sul confine occidentale del parco, ed il fiume scorre libero solo in una piccola parte della metà orientale del parco.

## Il labirinto di calcare
Le Mammoth Cave si sono sviluppate tra i giacimenti di calcare ed arenaria del Mississippiano, rendendo il sistema incredibilmente stabile. Comprende più di 591 chilometri di passaggi; nuove esplorazioni portano alla luce numerosi nuovi chilometri ogni anno.
Lo strato superiore d'arenaria è conosciuto come Big Clifty Sandstone: il calcare, unito all'arenaria, ha permesso la nascita di cunicoli così stretti da non essere percorribili. Questi particolari cunicoli sono più comuni negli strati superiori, e spesso emergono dai fianchi delle sovrastanti colline. L'acqua che sgorga in superficie corre brevemente lungo i pendii per poi tornare nel sottosuolo, e formare uno strato d'acqua tra l'arenaria ed il calcare. È in questi strati di profondo calcare che si sono formate le caverne accessibili agli speleologi.
Gli strati calcarei delle colonne stratigrafiche che si trovano sotto al Big Clifty, in ordine crescente di profondità, sono la Girkin Formation, la Ste. Genevieve Limestone e la St. Louis Limestone. Ad esempio, il passaggio dell'enorme grotta principale visibile durante il giro storico, si trova sotto al Girkin e sopra al St. Genevieve.
Ognuno degli strati principali di calcare è diviso a sua volta in unità e sottounità. Uno dei campi di ricerca riguarda la correlazione tra stratigrafia e rilievi topografici. Questo rende possibile la produzione di mappe tridimensionali che ritraggono i contorni dei singoli strati, senza la necessità di noiosi esami ed estrazione di campioni di roccia.
Lo strato superiore d'arenaria è abbastanza duro da rendere difficoltoso il passaggio dell'acqua: alcune eccezioni sono le fenditure verticali. Questo ruolo protettivo ha permesso la creazione di numerosi cunicoli secchi, senza stalattiti, stalagmiti o altre formazioni che richiedano un flusso continuo d'acqua od un semplice sgocciolio.
Lo strato d'arenaria è stato eroso ed è quasi scomparso in alcune aree del parco, ad esempio nella stanza delle Cascate Niagara Congelate. Il contatto tra calcare ed arenaria può essere osservato attraverso escursioni dal fondo delle vallate verso la cima delle colline: tipicamente, avvicinandosi all'apice, l'affioramento di rocce esposte mostra chiaramente il confine tra lo strato di calcare e quello superiore d'arenaria. I pochi blocchi d'arenaria che si trovano sotto a questo livello sono dovuti a piccole frane e smottamenti.
In fondo ad una valle della regione meridionale si è sviluppata una dolina carsica chiamata Cedar Sink, la quale mostra un piccolo fiume che entra da un lato per sparire nel sottosuolo nell'altro lato.
Mammoth Cave è l'habitat naturale dei gamberetti delle caverne del Kentucky, un tipo di gamberetto albino considerato a rischio estinzione.

## Turismo

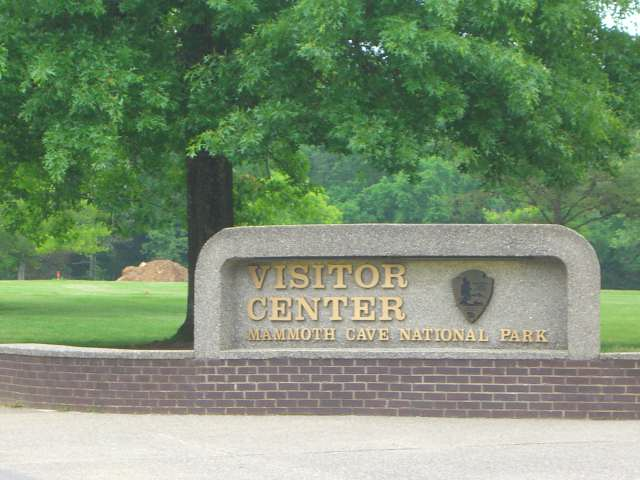
Un'insegna nei pressi del centro visitatori.

Il National Park Service offre numerosi giri turistici ai visitatori. Molte delle principali attrazioni delle grotte, come Grand Avenue, Frozen Niagara, e Fat Man's Misery, possono essere osservate grazie a visite da una a sei ore di durata. Due percorsi, accessibili solo grazie alle lampade a paraffina, sono ottimi percorsi in alternativa a quelli illuminati con la corrente elettrica. Sono disponibili anche visite selvagge in cunicoli fangosi o polverosi, con la necessità di muoversi carponi.
Le guide hanno talmente tanto materiale da proporre ai turisti che, per una conoscenza completa del luogo, bisognerebbe percorrerle più di una volta. La tradizione delle guide si fa risalire al primo periodo successivo alla Guerra del 1812, grazie all'opera di Stephen Bishop.
L'Echo River Tour, una delle attrazioni più famose del parco, permetteva ai visitatori di esplorare le grotte a bordo di una barca su un fiume sotterraneo. Questo tour venne sospeso per ragioni logistiche ed ambientali all'inizio degli anni novanta.
Chi fosse interessato potrebbe unirsi ad un gruppo di ricerca sponsorizzato da Earthwatch.org che si propone di studiare la storia delle Mammoth Cave. Comunque, a causa delle regole del parco, questo progetto è disponibile per i soli cittadini statunitensi.

## I sovrintendenti del parco
La lista è incompleta.

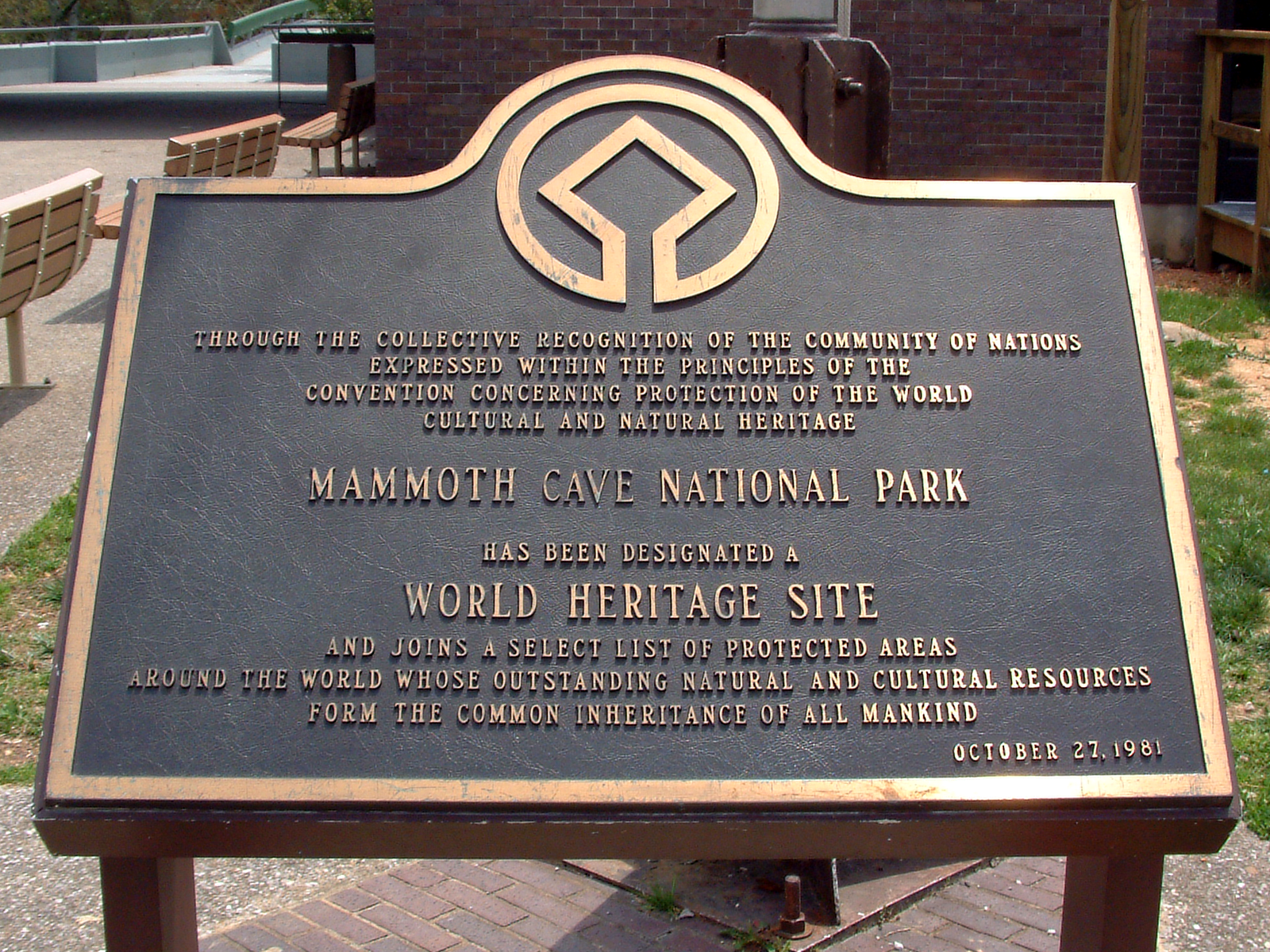
La placca di Patrimonio dell'umanità.

- Robert P. Holland; 2 settembre 1936 – 21 giugno 1938
- R. Taylor Hoskins; 22 giugno 1938 – 30 giugno 1941
- R. Taylor Hoskins; 1º luglio 1941 – 31 marzo 1951
- Thomas C. Miller; 1º aprile 1951 – 30 giugno 1954
- Perry E. Brown; 1º luglio 1954 – 14 settembre 1963
- Paul McG. Miller; 15 settembre 1963 – 30 dicembre 1965
- John A. Aubuchon; 2 gennaio 1966 – 7 settembre 1968
- Robert H. Bendt; 8 settembre 1968 – 23 gennaio 1971; gli venne assegnata la supervisione dell'Abraham Lincoln Birthplace National Historical Park, 2 settembre 1970 – 27 aprile 1975
- Joseph Kulesza; 21 febbraio 1971 – 31 maggio 1976
- Albert A. Hawkins; 4 luglio 1976 – 11 agosto 1979
- Robert L. Deskins; 12 agosto 1979 – 1º settembre 1984
- Richard N. Strange; 2 settembre 1984 – 8 dicembre 1984
- Franklin D. Pridemore; 9 dicembre 1984 – 2 gennaio 1988
- David A. Mihalic; 3 gennaio 1988 – luglio 1994[5]
- Ronald R. Switzer; marzo 1995 – gennaio 2005
- Bruce Powell; gennaio 2005 – gennaio 2006
- Patrick Reed; gennaio 2006 –[6]

## Storia
La storia degli uomini a Mammoth Cave è molto antica, ed inizia seimila anni fa. La storia non è ancora chiara, e non coinvolge solo l'esplorazione umana delle grotte, ma anche vita e cultura che si è sviluppata nelle regioni circostanti. La relazione tra le persone e l'ambiente è sempre bidirezionale, e perfettamente simboleggiata dalla regione di Mammoth Cave.

### Preistoria
A Mammoth Cave si ricordano numerosi gruppi di nativi americani, ed altri nelle regioni limitrofe, sia nel diciannovesimo sia nel ventesimo secolo, dal lontano 1813 (la "Short Cave Mummy"). Molte delle mummie ritrovate mostrano l'intenzione di una sepoltura, con ampie prove di pratiche funerarie pre-Colombiane.
Un'eccezione ai propositi di sepoltura fu scoperta quando nel 1935 fu scoperto un adulto da Grover Campbell e Lyman Cutliff sotto un grosso masso. I resti vennero chiamati "Lost John" e furono esibiti al pubblico nel 1970, quando vennero sepolti in un luogo segreto delle Mammoth Cave per rispetto ai nativi americani che ancora vivono nella zona.
Le ricerche iniziarono negli anni cinquanta sotto la supervisione del Dr. Patty Jo Watson della Washington University di St. Louis e permisero di studiare la vita delle antiche popolazioni che esplorarono e sfruttarono le grotte della regione. Grazie alle costanti condizioni ambientali, i resti del cibo ritrovati hanno permesso al professore di utilizzare il metodo del carbonio-14 per datare le popolazioni e, allo stesso tempo, gli permise di determinare l'importanza di vegetali e carne nella dieta delle popolazioni che si sono susseguite per migliaia d'anni. Lo studio determinò la transizione dalla caccia e raccolta fino ad artigianato ed agricoltura.
Un'altra tecnica usata negli studi fu la cosiddetta "archeologia sperimentale", altra innovazione del Dr. Watson, secondo la quale esploratori moderni vengono mandati nelle grotte con le stesse attrezzature a disposizione delle antiche culture. L'obiettivo di questa tecnica è l'apprendimento delle difficoltà affrontate dalle vecchie culture.
Gli antichi resti umani e gli artefatti trovati nelle grotte sono protetti da numerose leggi statali e federali.

### La più antica storia conosciuta

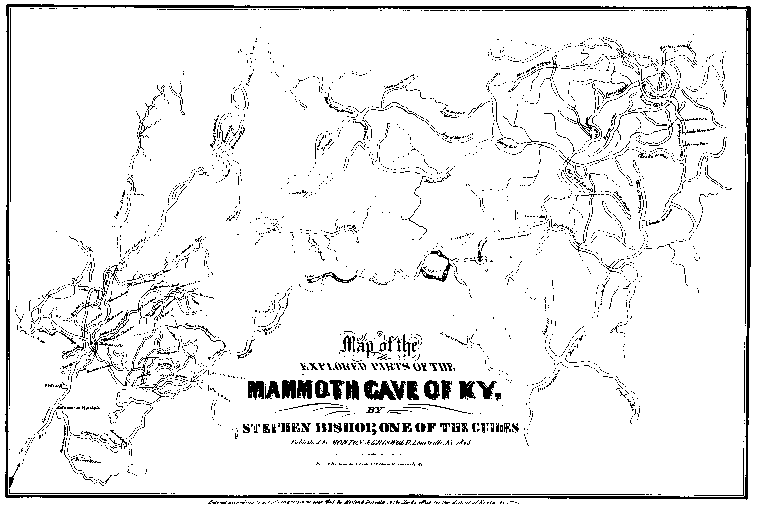
Mappa di Mammoth Cave del 1842, disegnata da Stephen Bishop: stranamente, nonostante fosse uno schiavo, la mappa ottenne il plauso di tutti

Secondo la leggenda il primo europeo a scoprire le grotte fu John Houchins, nel 1797. Durante una battuta di caccia, Houchin inseguì un orso ferito attraverso l'entrata di una caverna nei pressi del Green River. Un'altra versione della storia è quella scritta da Brucker e Watson, The Longest Cave, secondo la quale la grotta era già conosciuta prima di quell'episodio.
Il terreno contenente l'entrata storica fu il primo esplorato e registrato nel 1798 da Valentine Simons. Simons iniziò ad esplorare le Mammoth Cave a causa dei giacimenti di nitrato di calcio (Ca(NO3)2), depositato sotto forma di guano di pipistrello: esso veniva convertito attraverso la metatesi con la potassa (carbonato di potassio, formula minima K2CO3) in nitrato di potassio (KNO3), uno degli ingredienti della polvere nera.

### Diciannovesimo secolo
Insieme a Valentine Simon, altre persone cercarono di sfruttare il terreno durante la guerra del 1812, quando il nitrato di potassio delle Mammoth Cave divenne importante a causa dell'embargo imposto dai britannici ai porti statunitensi. Il blocco prosciugò le riserve nazionali di nitrato di potassio e, quindi, della polvere da sparo. Come risultato il costo della polvere crebbe, e l'estrazione del materiale divenne particolarmente remunerativa.
Nel luglio 1812 le grotte passarono di proprietà da Simon ed altri proprietari a Charles Wilkins ed a un investitore di Philadelphia di nome Hyman Gratz. Ben presto lo sfruttamento divenne industriale, al fine di reperire la maggior quantità possibile di nitrato di calcio.
Il passaggio di proprietà costò ben 10.000 dollari (cifra enorme per il tempo). Dopo la fine della guerra il prezzo crollò, i lavori vennero interrotti e le grotte divennero un centro turistico di minore importanza, incentrato sulla mummia dei nativi americani rinvenuta lì vicino.
Alla morte di Wilkins, gli eredi vendettero la proprietà a Gratz. Nella primavera del 1838 la grotta passò nelle mani di Franklin Gorin, il quale intendeva trasformarla in un'attrazione turistica. Gorkin era un commerciante di schiavi, ed utilizzò i propri schiavi come guide turistiche. Uno di questi schiavi si distinse in modo particolare per le scoperte che fece, e divenne una delle figure mitiche nella storia di queste caverne.
Stephen Bishop, schiavo afroamericano e guida nelle caverne negli anni 1840 e 1850, fu uno dei primi a disegnare una dettagliata mappa delle grotte, e diede il nome a molte delle attrazioni presenti.
Stephen Bishop conobbe le Mammoth Cave nel 1838 grazie a Franklin Gorin. Gorin scrisse, dopo la morte di Bishop:
After Stephen crossed the Bottomless Pit, we discovered all that part of the cave now known beyond that point. Previous to those discoveries, all interest centered in what is known as the "Old Cave"»
Dopo che Stephen ebbe attraversato il Bottomless Pit, scoprimmo tutte le parti della caverna che, essendo sull'altro lato, non erano mai state esplorate. Prima di queste scoperte tutti gli sforzi erano concentrati nella "Old Cave"»
(Franklin Gorin, Brucker and Watson 1976, p. 272-273)
Nel 1839 il Dr. John Croghan di Louisville acquistò la proprietà di Mammoth Cave, compresi Bishop e gli altri schiavi che vi lavoravano. Croghan si ammalò ben presto di tubercolosi e venne ricoverato presso il locale ospedale. Una vasta epidemia alla fine colpì anche Bishop e Croghan.
Per tutto il diciannovesimo secolo la fama delle Mammoth Cave crebbe talmente da farle diventare un'attrazione internazionale.
Nello stesso periodo le grotte attrassero l'attenzione di alcuni scrittori come Ralph Waldo Emerson, che le visitò nel 1850 e ne parlò estesamente all'inizio del suo noto saggio "Illusioni" (1860), Robert Montgomery Bird, il reverendo Robert Davidson, il reverendo Horace Martin, Alexander Clark Bullitt, Nathaniel Parker Willis (che le visitò nel giugno 1852), Bayard Taylor (nel maggio 1855), Dr. William Stump Forwood (nella primavera del 1867), il naturalista John Muir (inizio settembre 1867), il reverendo Horace Carter Hovey ed altri.
Come risultato della notorietà del luogo, anche altre celebrità le vollero visitare. Tra questi si possono ricordare l'attore Edwin Booth, la cantante Jenny Lind (che le visitò il 5 aprile 1851) ed il violinista Ole Bull.

### I primi anni del ventesimo secolo: la guerra delle grotte del Kentucky

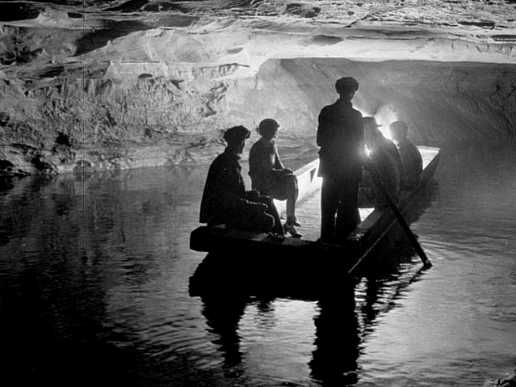
Il parco nazionale di Mammoth Cave nei primi anni del 1900

La difficoltà di svolgere un'attività agricola a causa del terreno povero suggerì ai proprietari delle piccole grotte vicine a studiarne uno sfruttamento commerciale, soprattutto in seguito alla fortuna ottenuta dalla grotta principale. La "Guerra delle grotte del Kentucky" fu un periodo di competizione che coinvolse i locali proprietari di grotte nella caccia ai soldi dei turisti. Vennero usati trucchi di ogni genere per attirare i turisti verso le proprie grotte, non mostrandogli quelle principali. Vennero aggiunti falsi segnali stradali. Una tipica strategia nei primi giorni dei viaggi in automobile consisteva nel salire sulle auto dei turisti e, dopo avergli annunciato la chiusura delle Mammoth Cave, li guidavano verso le proprie.
Nel 1906 le Mammoth Cave divennero accessibili in barca grazie alla costruzione di una piccola diga presso Brownsville, nel Kentucky. La costruzione di questa diga ha avuto un impatto di lungo termine sul biota della grotta. La costruzione della diga ebbe conseguenze anche sulla storia futura delle esplorazioni.
Nel 1908 Max Kaemper, un giovane ingegnere minerario tedesco, arrivò da New York. Kaemper si era appena laureato presso un college scientifico, e la sua famiglia gli regalò il viaggio come regalo di laurea. La sua prima idea era di passare due settimane presso le Mammoth Cave, in realtà Kamper vi passò molti mesi. Con l'aiuto di Ed Bishop, discendente del più famoso Stephen, Kaemper produsse un'esplorazione incredibilmente accurata di molti chilometri di sottosuolo, oltre a numerose nuove scoperte. Secondo quanto si dice, si interessò anche delle esplorazioni di superficie: questo lavoro si dimostrò utile per l'apertura di altre entrate, proprio come successe per la Violet City.
La famiglia Crogan eliminò i dettagli topografici dalla mappa di Kaempers. Le sue mappe furono le più accurate fino agli anni sessanta, quando nacque la speleologia moderna. Kaemper tornò a Berlino e tagliò i cordoni con le Mammoth Cave. All'inizio del ventunesimo secolo un gruppo di turisti tedeschi, dopo aver visitato le grotte, cercarono la famiglia di Kaemper, e ne scoprirono il terribile destino: il giovane Kaemper morì nella guerra di trincea della prima guerra mondiale, per la precisione durante la Battaglia della Somme nel 1916, solo otto anni dopo il suo ritorno in patria.
Il famoso speleologo francese Édouard-Alfred Martel visitò la grotta per tre giorni nell'ottobre 1912. Senza aver accesso ai dati delle ultime scoperte, a Martel venne permesso di effettuare osservazioni barometriche al fine di determinare l'altimetria relativa di vari punti della caverna. Identificò vari livelli della grotta, e correttamente notò che il livello dell'Echo River era simile a quello del Green River in superficie. Martel si lamentò della costruzione della diga di Brownsville del 1906, facendo notare che questo avrebbe reso impossibile un preciso studio idrologico delle grotte. Tra le sue precise descrizioni dell'ambiente idrologico, Martel ipotizzò che le Mammoth Cave erano connesse alle Salts ed alle Colossal: questo non venne provato prima di 60 anni dagli studi di Martel.
Nei primi anni venti George Morrison aprì alcune entrate alle Mammoth Cave su territori non di proprietà dei Croghan. Dato che i Croghan non avevano mai pubblicato le ricerche dei vari Kaemper, Bishop, ed altri, si scoprì solo ora che i Croghan avevano per anni sfruttato porzioni della grotta che non si trovavano sotto il suo suolo. Venne intentato un processo e, per un periodo di tempo, furono aperte altre entrate alla grotta.
All'inizio del ventesimo secolo Floyd Collins passò dieci anni ad esplorare la Flint Ridge Cave System prima di morire nella Sand Cave, in Kentucky, nel 1925. Durante l'esplorazione della Sand Cave fece cadere una roccia sulla propria gamba durante un'esplorazione carponi e non riuscì a liberarsi. I tentativi di salvarlo fecero molto scalpore tra i media.

### Il movimento del parco nazionale (1926–1941)

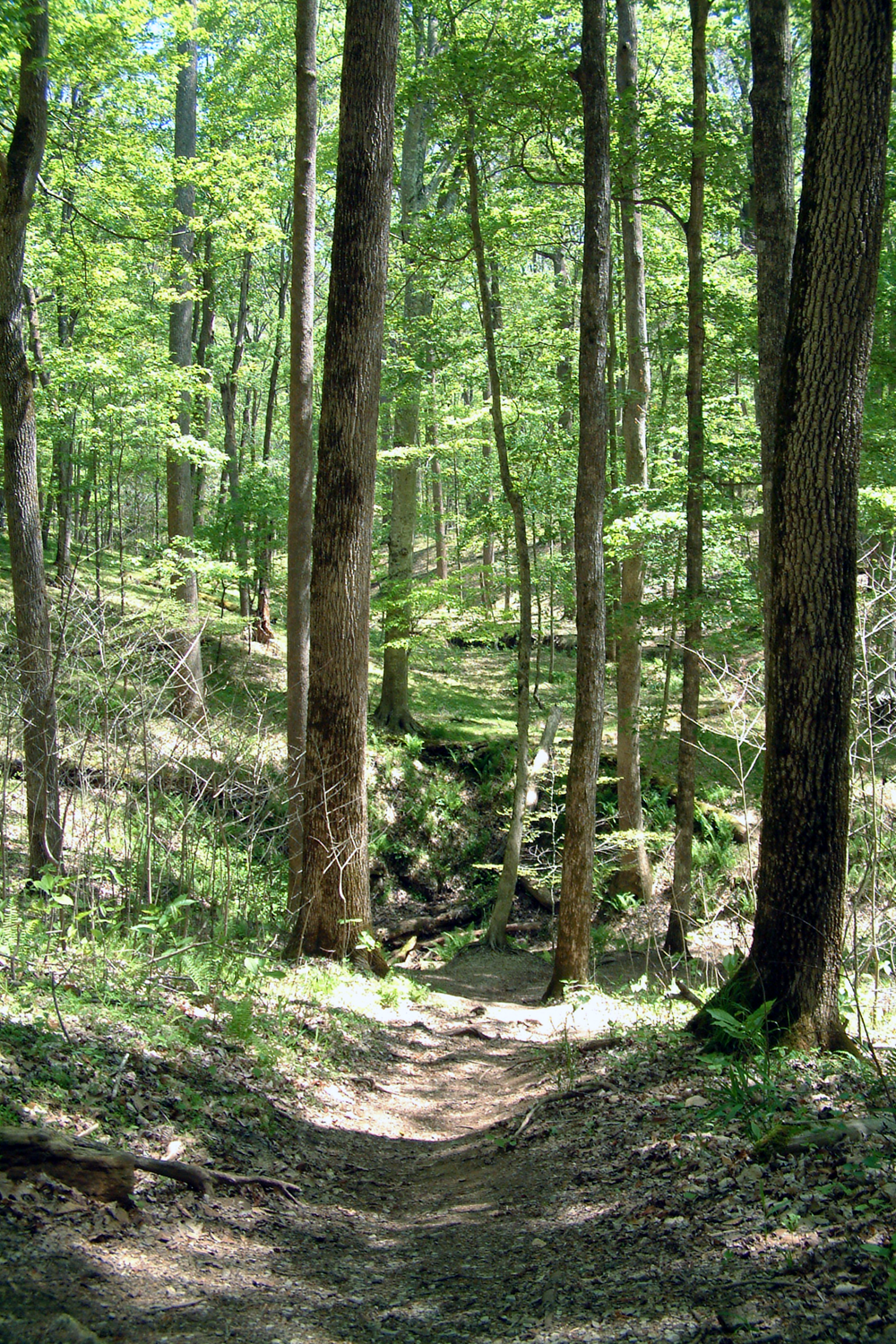
Sentiero del parco

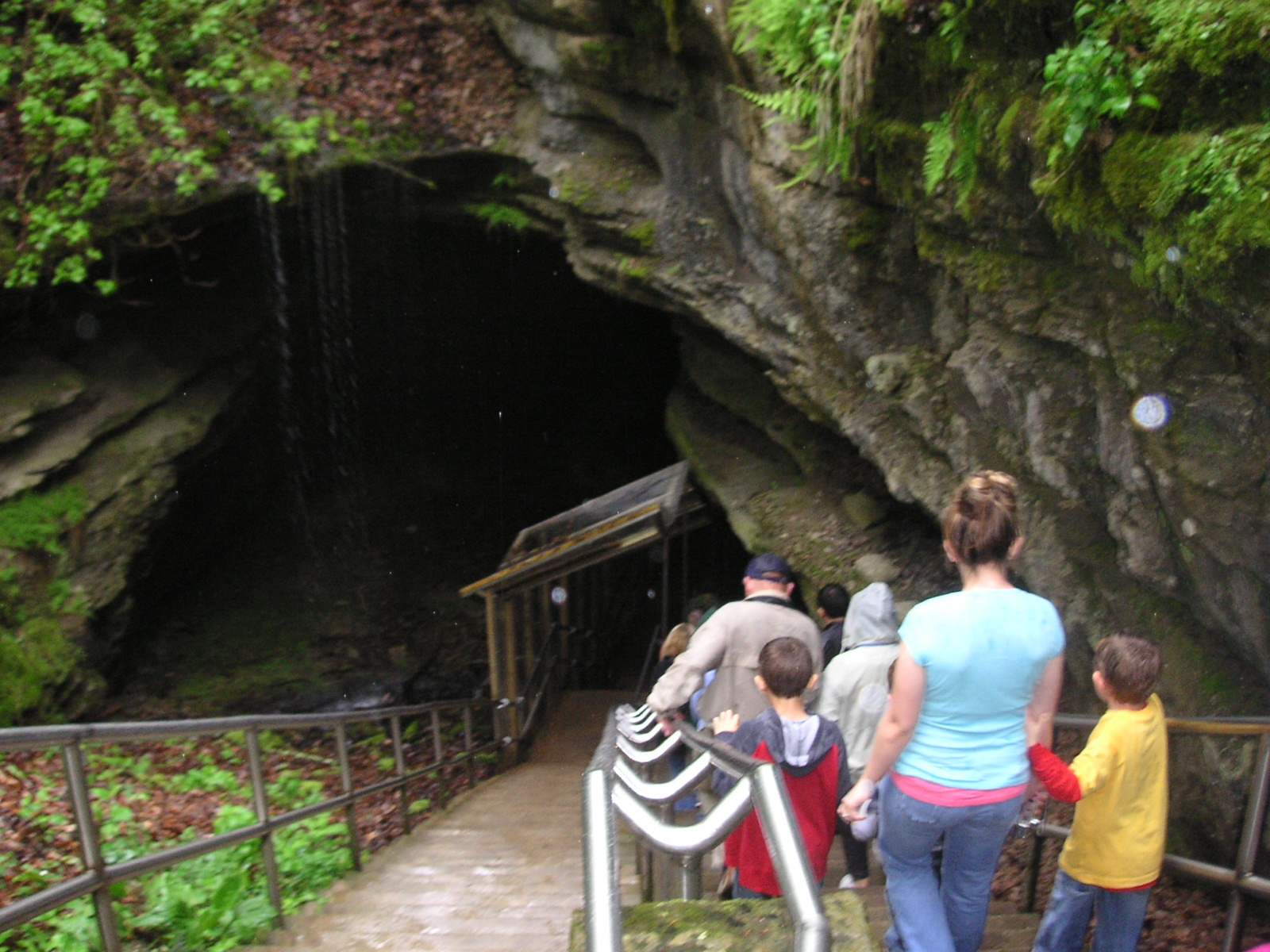
Turisti in gita alle Mammoth cave

Quando morì l'ultimo dei Croghan i cittadini locali iniziarono a spingere per l'istituzione del Parco nazionale di Mammoth Cave National Park. Alcuni privati fondarono nel 1926 la Mammoth Cave National Park Association. Il parco venne istituito il 25 maggio 1926.
I fondi raccolti vennero usati per l'acquisto di terreni, altri vennero acquisiti tramite espropriazione. Spesso queste espropriazioni crearono situazioni conflittuali con i vecchi proprietari, risarciti da somme considerate insufficienti. Queste liti sono tuttora causa di controversie nella regione.
Per ragioni legali il governo federale proibì la ricostruzione delle vecchie aree agricole: questi regolamenti vennero infranti dall'operazione "un massimo di quattro" campi CCC dal 22 maggio 1933 al luglio 1942.
Secondo il National Park Service, "il 14 maggio 1934 il parco copriva l'area minima richiesta. Il 22 maggio 1936 l'area iniziale ottenne il consenso per l'amministrazione e la protezione".
In seguito il sovrintendente Hoskins scrisse riguardo ad una Piranga rubra di nome Pete che iniziò ad arrivare presso la sede delle guide tutti gli anni verso il 20 aprile, a partire dal 1938. L'uccello mangiava dalle mani delle guide, per il piacere dei turisti, portando il cibo anche al proprio compagno non addomesticato.

### La nascita del parco nazionale (1941)
Il parco nazionale di Mammoth Cave venne inaugurato ufficialmente il 1º luglio 1941. Casualmente, lo stesso anno vide l'incorporazione della National Speleological Society. R. Taylor Hoskins, secondo sovrintendente della vecchia Associazione, divenne il primo della nuova società, e ricoprì la posizione fino al 1951.
La nuova entrata, chiusa al pubblico dal 1941, venne riaperta il 26 dicembre 1951, divenendo il punto di partenza del tragitto delle Cascate Niagara Congelate.

### "The Longest Cave" (1954–1972)
Dal 1954 il terreno del parco nazionale delle Mammoth Cave comprendeva tutti i territori inclusi nel suo confine esterno, con l'eccezione di due piccole proprietà private. Una di queste, la vecchia fattoria di Lee Collins, venne venduta a Harry Thomas delle Horse Cave il cui nonno, William "Bill" Austin, gestiva le Collins Crystal Cave in collaborazione con il parco nazionale, e venne obbligato a mantenere le strade che ne attraversavano la proprietà. L'acquisto delle Crystal Cave sembrava solo questione di tempo.
Nel febbraio 1954, una spedizione di due giorni sotto il controllo della National Speleological Society venne organizzata sotto richiesta di Austin: questa spedizione divenne famosa con il nome di C-3, o "spedizione delle Collins Crystal Cave".
La spedizione C-3 sollevò il pubblico interesse, in primo luogo a causa di una foto pubblicata da Robert Halmi (sia su Sports Illustrated che su Look magazine) ed in seguito per la pubblicazione di un racconto in prima persona della spedizione, The Caves Beyond: The Story of the Collins Crystal Cave Expedition, scritto da Joe Lawrence Jr. (ai tempi presidente della National Speleological Society) e da Roger W. Brucker. La spedizione dimostrò che i cunicoli delle Crystal Cave si estendevano nella proprietà di Mammoth Cave, o perlomeno oltre i confini delle Crystal. Questa informazione venne tenuta segreta dagli esploratori: si temeva che il parco nazionale potesse vietarne le esplorazioni dopo la scoperta.
Alcuni dei partecipanti alla C-3 vollero proseguire gli studi anche in seguito, e fondarono la Flint Ridge Reconnaissance sotto la guida di Austin, Jim Dyer, John J. Lehrberger e Dr. E. Robert Pohl. Questa nuova organizzazione venne incorporata nel 1957 con il nome di Cave Research Foundation. L'obiettivo era la legittimazione delle attività di esplorazione con il supporto della ricerca scientifica ed accademica. Tra i famosi scienziati che studiarono le Mammoth Cave in questo periodo si ricorda Patty Jo Watson (vedi il paragrafo sulla preistoria).
Nel marzo 1961 la proprietà delle Crystal Cave passò al National Park Service per la cifra di 285.000 dollari. Nello stesso periodo le Great Onyx Cave, l'unica proprietà privata rimasta all'interno, venne acquistata per 365.000 dollari. La Cave Research Foundation ebbe il permesso di continuare le esplorazioni grazie ad un particolare accordo stipulato col National Park Service.

### La connessione tra le Flint e le Mammoth (1972)

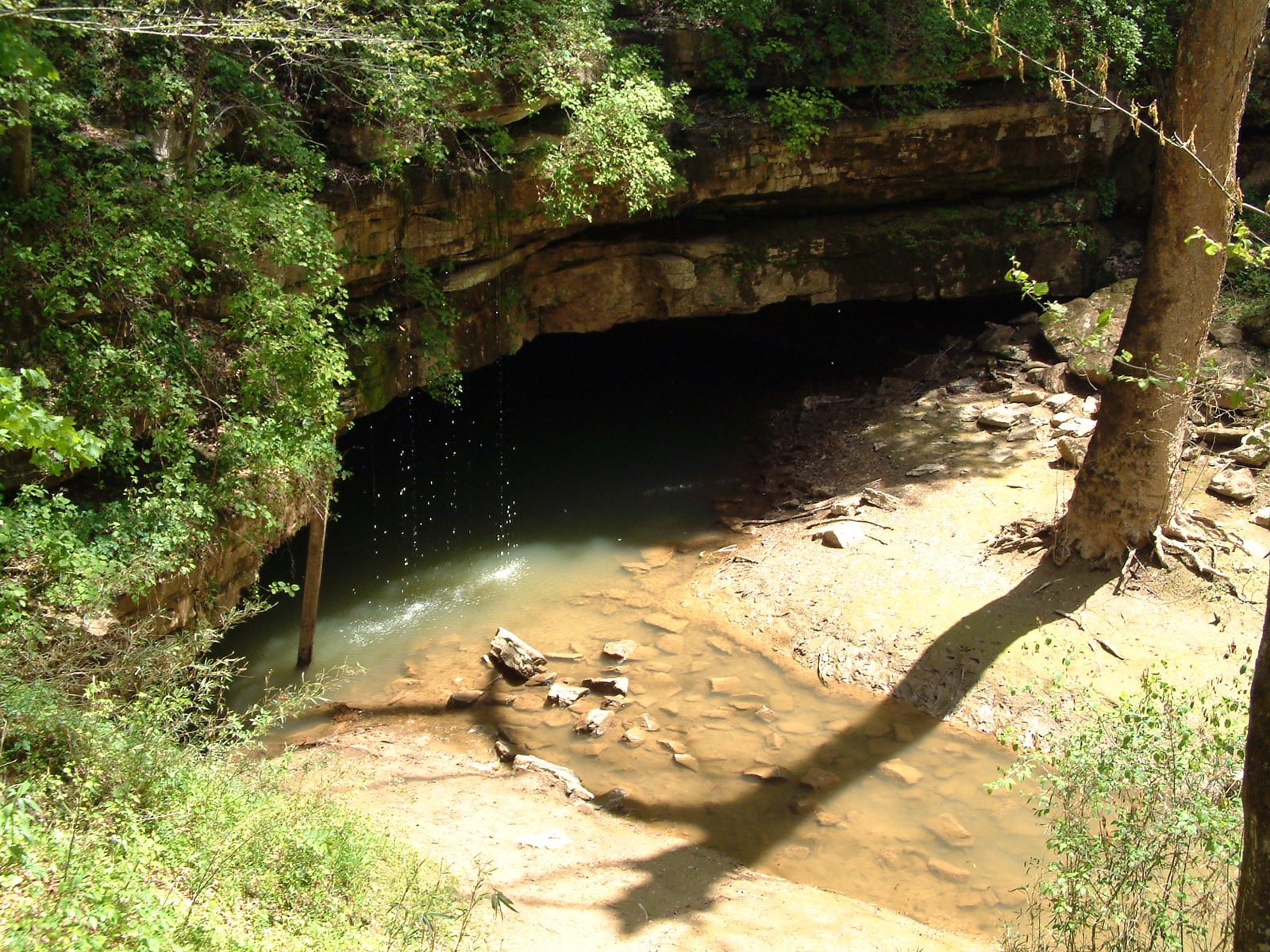
River Styx, uno dei flussi d'acqua sotterranei, emerge all'interno del parco

Il 9 settembre 1972 la squadra di esploratori della Cave Research Foundation, guidata da John P. Wilcox, Patricia Crowther, Richard B. Zopf, Dr. P. Gary Eller, Stephen G. Wells e Cleveland F. Pinnix (Rangere del National Park Service) riuscirono ad aprire un passaggio che unì due dei più grandi sistemi di caverne, le Flint Ridge Cave System e le Mammoth Cave. Questa connessione permise alle Flint–Mammoth di diventare il sistema più esteso del mondo (la stessa Flint Ridge aveva da poco superato le Hölloch Cave, in Svizzera, diventando la più lunga).
Durante una precedente esplorazione delle Flint Ridge Cave System, Patricia Crowther, grazie ai suoi 52 chili, nuotò in un cunicolo stretto che in seguito venne chiamato "Tight Spot", e che fungeva da filtro tra le due caverne.
Un successivo viaggio attraverso il Tight Spot fatto da Crowther, Wilcox, Zopf e Tom Brucker trovò inciso il nome "Pete H", con una freccia che indicava la direzione delle Mammoth Cave. Si suppone che l'inscrizione fosse dovuta a Pete Hanson, che esplorò la grotta negli anni trenta. Hanson venne ucciso durante la seconda guerra mondiale. In futuro il passaggio venne chiamato "Hanson's Lost River".
Durante l'esplorazione del 9 settembre, l'Hanson's Lost River portò una squadra di sei persone alla Sala delle Cascate (Cascade Hall) nelle Mammoth Cave, ulteriore prova che le grotte erano collegate. John Wilcox emerse in una pozza d'acqua alta fino alla vita riuscendo a vedere sulle pareti una linea orizzontale regolare. La linea era un sentiero per turisti: pronunciò la famosa citazione "Un piccolo passo per l'uomo..." per quella che, per la speleologia, poteva essere considerata come la conquista dell'Everest". Di tutti i chilometri delle Mammoth Cave, solo una piccola frazione erano attrezzati con sentieri, il che faceva capire che il punto di contatto era uno dei più conosciuti delle vecchie grotte.

### Le recenti scoperte
Ulteriori punti di contatto tra le Mammoth Cave e le piccole grotte vicine vennero seguiti, soprattutto quello verso le Proctor/Morrison Cave nei pressi di Joppa Ridge nel 1979. Questa nuova connessione spinse i confini del parco verso sud-est.
Contemporaneamente, altre scoperte fatte all'esterno del parco da un gruppo di studio indipendente chiamato "Central Kentucky Karst Coalition" (o CKKC) portò alla luce decine di chilometri delle Roppel Cave ad est del parco. Il 10 settembre 1983 venne stabilito un passaggio tra le Proctor/Morrison e le Roppel Cave. Il condotto venne stabilito in cooperazione da esploratori della CRF e della CKKC. I due gruppi entrarono dai due lati e si incontrarono nel mezzo, prima di procedere nella stessa direzione ed uscire dal punto in cui erano entrati gli altri. In quel periodo il totale dei cunicoli esplorati si aggirava sui 450 chilometri. Altre scoperte successive hanno portato il totale a 550 chilometri.
All'inizio del 2005 le Roppel Cave vennero unite ad una piccola grotta di nome Eudora Ridge (scoperta ed esplorata nel 2003 dal personale di CRF e CKKC).
È stato accertato senza dubbio che esistono ancora molti chilometri di cunicoli da esplorare. Gli scienziati credono che esistano migliaia di specie animali ancora da scoprire all'interno del sistema di grotte.
Nel settembre 2021 si aggiungono nuovi rilevamenti topografici interni portando il totale dello sviluppo misurato a 676 km (420 miglia).

## Il malinteso dell'estensione
L'uso dei superlativi nella descrizione delle Mammoth Cave porta spesso ad esagerazioni riguardo alla loro estensione o profondità. Il primo errore riguarda la possibilità che le grotte si estendano molto oltre i confini geografici, raggiungendo perfino altri stati degli Stati Uniti. È facile smentire questa diceria. Questo genere di grotte si forma grazie all'acqua che, dalla superficie, penetra nel sottosuolo: nelle Mammoth Cave il confine è segnato dal Green River a nord. È quindi sicuro che le grotte non si possono estendere a nord oltre il fiume, e neanche ad est del Sinkhole Plain, visto che è la principale fonte d'acqua delle grotte. È già più allettante l'idea di antichi passaggi a sud che fungerebbero da ponte tra il bacino del Green River e quello più a sud del Lago Barren River, ma anche in questo caso il limite estremo verrebbe segnato dal Barren River.
È vero, comunque, che gli strati di roccia sedimentaria delle Mammoth Cave si estendono per chilometri in ogni direzione. Queste rocce si formarono tutte nello stesso periodo. La somiglianza delle rocce in tutta la regione indica le condizioni perfette per la creazione delle grotte; in ogni caso i confini sono ben conosciuti, per cui non ci si aspetta di riuscire a collegare altre grotte al sistema già conosciuto delle Mammoth Cave.

## Curiosità
- I videogiochi Colossal Cave Adventure e Kentucky Route Zero sono entrambi ambientati in parte delle grotte del Mammoth Cave Park.
- Mammoth Cave è l'ambientazione dell'opera di Howard Phillips Lovecraft del 1905 "The Beast in the Cave".
- A Mammoth Cave è ambientato anche il romanzo di Alexander C. Irvine intitolato "A Scattering of Jades", vincitore del Locus Award e dell'International Horror Guild Award.
- Ci sono due altre grotte nei pressi di Mammoth Cave: le Fisher Ridge Cave System e le Martin Ridge Cave System. Le Fisher Ridge Cave System vennero scoperte nel gennaio 1981 da un gruppo di speleologi del Michigan[21]. In seguito vennero mappati 172 chilometri delle sue caverne (Gulden, B. 2005). Nel 1996 le Martin Ridge Cave vennero scoperte da John Alan Glennon e Jonathan David Jasper. Le relative connessioni vennero scoperte da Glennon e Jasper nelle vicinanze di Whigpistle e Jackpot Caves e comprendono i 51 chilometri di cunicoli delle Martin Ridge Cave System.[22]
- Grazie alle connessioni scoperte tra i tre gruppi principali (Fisher Ridge Cave System, Martin Ridge Cave System e Mammoth Cave) il totale mappato sale a 800 chilometri di grotte (Gulden, B. 2005).
- Le Mammoth Cave sono considerate l'entrata alla leggendaria città di Agarthi.
- Nel 1938 il fisiologo Nathaniel Kleitman ed il suo assistente si isolarono all'interno della grotta per 32 giorni effettuando una serie di misurazioni fisiologiche su loro stessi, con le quali scoprirono la presenza del ritmo circadiano

### Opere generiche
- Bridwell, Margaret M. (Bridwell 1952) The Story of Mammoth Cave National Park Kentucky: A Brief History 11ª edizione del 1971. (prima edizione del 1952.) No ISBN
- Gulden, B. (Gulden 2005) NSS Geo2 USA Longest Caves. National Speleological Society
- Hoskins, R. Taylor Faithful Visitor - Il primo sovrintendente del parco, R. Taylor Hoskins, descrive le prime visite di "Pete", una piranga rubra. In "The Regional Review", Vol VII, 1 e 2 (luglio-agosto 1941)
- Hovey, Horace Carter (Hovey 1880) One Hundred Miles in Mammoth Cave in 1880: an early exploration of America's most famous cavern. Con nota introduttiva di William R. Jones. Golden, Colorado: Outbooks. (Copyright 1982) ISBN 0-89646-054-1
- Watson, Richard A., ed. (Watson 1981) The Cave Research Foundation: Origins and the First Twelve Years 1957 - 1968 Mammoth Cave, Kentucky: Cave Research Foundation.

### La serie di Brucker
Roger W. Brucker  è stato il coautore di quattro libri sulla storia e l'esplorazione delle Mammoth Cave. I libri non sono elencati in ordine di pubblicazione, ma nell'ordine cronologico degli eventi descrittivi:
- Brucker, Roger W. e Murray, Robert K. (Brucker and Murray 1983) Trapped: The Story of Floyd Collins. University of Kentucky Press. Racconto di uno studente giornalista dei primi anni del ventesimo secolo e di un veterano esploratore delle Mammoth Cave. Questo libro esamina fatti di Floyd Collins (rimasto intrappolato nella caverna) e dei successivi tentativi fatti per salvarlo, nel gennaio del 1925.
- Lawrence, Jr, Joe and Brucker, Roger W. (Lawrence and Brucker 1955) The Caves Beyond: The story of the Floyd Collins' Crystal Cave Expedition New York: Funk and Wagnell's. Ristampato, con una nuova introduzione, da Zephyrus Press ISBN 0-914264-18-4 (pbk). Dettagli sulla storia dell'esplorazione C-3 del 1954 esaminati dai diversi punti di vista dei partecipanti alla spedizione.
- Brucker, Roger W. e Watson, Richard A. "Red" (Brucker and Watson 1976) The Longest Cave. New York : Knopf (ristampa del 1987: Carbondale, Illinois: Southern Illinois University Press) ISBN 0-8093-1322-7 (pbk.) Storia delle esplorazioni delle Mammoth Cave raccontata da due dei fondatori del Cave Research Foundation. Un'inestimabile appendice, "Historical Beginnings", tratta gli eventi occorsi dalla preistoria alla metà degli anni 50. La nascita della Cave Research Foundation viene descritta dall'interno. La ristampa del 1989 include una conclusione degli autori che parla della connessione effettuata nel 1983 con la Roppel Cave.
- Borden, James D. e Brucker, Roger W. (Borden and Brucker 2000) Beyond Mammoth Cave: A Tale of Obsession in the World's Longest Cave. Carbondale and Edwardsville, Illinois: Southern Illinois University Press. ISBN 0-8093-2346-X. Parte da dove si era fermato The Longest Cave, narra la storia delle esplorazioni dal 10 settembre 1972 al 10 settembre 1983, quando vennero unite Roppel Cave e Mammoth Cave. Si parla anche delle origini della Central Kentucky Karst Coalition (CKKC).

### Archeologia
- Meloy, Harold (Meloy 1968) Mummies of Mammoth Cave: An account of the Indian mummies discovered in Short Cave, Salts Cave, and Mammoth Cave, Kentucky Shelbyville, Indiana: Micron Publishing Co., 1990 (Original copyright 1968, 1977).
- Watson, Patty Jo (ed.) (Watson 1974) Archaeology of the Mammoth Cave Area. Ristampato nel 1997 da St. Louis: Cave Books ISBN 0-939748-41-X. 31 capitoli scritti dal miglior archeologo delle Mammoth Cave archaeology e da numerosi colleghi. La ristampa comprende una nuova introduzione ed una bibliografia aggiornata.

### Geologia
- Livesay, Ann, and McGrain, Preston (rivisitato) (Livesay and McGrain 1962). Geology of the Mammoth Cave National Park Area. Kentucky Geological Survey, Series X, 1962. Special Publication 7, College of Arts and Sciences, University of Kentucky. Lexington, Kentucky: University of Kentucky.
- Palmer, Arthur N. (Palmer 1981) A Geological Guide to Mammoth Cave National Park. Teaneck, New Jersey: Zephyrus Press. ISBN 0-914264-28-1. 196 pp. Dalla quarta di copertina: "Come si formarono le Mammoth Cave? Quanto vecchie sono? Perché hanno questo aspetto? Cosa ci dicono le rocce? Queste ed altre domande trovano risposta in questo libro che tratta delle grotte più famose d'America".
- White, William B. e Elizabeth L., eds. (White and White 1989) Karst Hydrology: Concepts from the Mammoth Cave Area. New York: Van Nostrand Rheinhold. ISBN 0-442-22675-6.